# Olympias von Epirus
Olympias von Epirus (altgriechisch Ὀλυμπιάς Olympiás; * um 375 v. Chr. in Epirus; † 316 v. Chr. in Pydna) war eine Prinzessin aus dem Stamm der Molosser. Sie war eine Tochter des Königs Neoptolemos I. von Epirus. Ihr jüngerer Bruder war der spätere König Alexandros I. und ihre Schwester hieß Troas. Um 357 v. Chr. heiratete sie den makedonischen König Philipp II. und wurde die Mutter Alexanders des Großen.

## Leben

### Jugend und Ehe mit Philipp II.
Das molossische Königshaus von Epirus leitete seine Abstammung von dem mythischen Helden Achilleus her. Mütterlicherseits beanspruchte Olympias eine Aszendenz von der schönen Helena.
Als Geburtsnamen der Olympias werden Polyxena, Myrtale und Stratonike angegeben; den Namen Olympias erhielt sie erst kurz nach ihrer Heirat mit Philipp II. (s. u.). Da ihr Vater früh starb, wuchs sie unter der Vormundschaft ihres Onkels und Schwagers, des Königs Arybbas, auf, der seinem Bruder Neoptolemos auf den Thron gefolgt war.
Gemäß der romantischen Liebesgeschichte des griechischen Biographen Plutarch lernte Olympias Philipp schon als Kind anlässlich der Einweihung in die Mysterien auf der Insel Samothrake kennen. Philipp sei selbst noch ein Jüngling gewesen; er habe sich sofort in sie verliebt und mit der Einwilligung ihres Onkels geheiratet. Historisch zuverlässiger ist die Darstellung des Historikers Iustinus, laut der Philipp nach seinen ersten erfolgreichen Kriegen um 357 v. Chr. aus politischen Gründen diese (seine fünfte) Ehe einging, um das Bündnis zwischen Makedonien und Epirus zu besiegeln.
Olympias wird als eine leidenschaftliche, stolze, herrschsüchtige und im Hass zu grausamsten Taten fähige Frau beschrieben. Religiös exaltiert war sie eine begeisterte Anhängerin des Dionysos-Kultes und trat bei den orgiastischen Feiern zu Ehren des Gottes schon in ihrer Heimat Epirus als Tänzerin und Bacchantin auf. Laut Plutarch nahmen bei diesen Kulthandlungen auch gezähmte Schlangen teil, die berührt werden sollten und sich um die efeubekränzten Mänaden wanden. Archäologische Ausgrabungen in Dodona bestätigten den Schlangenkult der dortigen antiken Bewohner, und in Pella fanden sich Anzeichen, dass die Frauen Dionysos verehrten. Olympias hielt sich auch eine eigene Kultschlange. Ihr Gatte schien über ihre religiösen Gebarungen befremdet gewesen zu sein.
Aus Olympias’ Ehe mit Philipp gingen zwei Kinder hervor: Wohl im Juli 356 v. Chr. kam der Thronfolger Alexander zur Welt und ein oder zwei Jahre später eine Tochter namens Kleopatra. Gemäß einem Brauch griechischer Geschichtsschreibung, die gerne mit tatsächlichen oder konstruierten Synchronismen operierte, soll die Nachricht von der Geburt Alexanders dessen Vater am Tag seines Sieges bei den Olympischen Spielen erreicht haben, weshalb die Mutter zur Erinnerung an diesen Tag den Namen Olympias annahm. Alexander setzte später nach seinem Besuch im Tempel von Siwa (Ägypten) die Legende in die Welt, dass ihn seine Mutter von dem Gott Zeus/Amun empfangen habe. Olympias spielte bei der Erziehung ihres Sohnes eine bedeutende Rolle und dürfte ihn etwa in seinen religiösen Anschauungen mitgeprägt haben. Zeitlebens herrschte eine sehr enge Mutter-Sohn-Bindung. Dass Olympias auch direkten politischen Einfluss ausüben konnte, lässt sich nicht belegen.
Die Ehe verlief alles andere als harmonisch, da die selbstbewusste und stolze Olympias die offene Polygamie ihres Mannes ablehnte. Es ist unklar, ob Olympias seine einzige legitime Gattin war. Im Zuge seiner Expansionspolitik heiratete Philipp mehrere Frauen königlichen Geblüts, die jeweils aus denjenigen Ländern stammten, die der Makedonenherrscher politisch an sich binden wollte. Dies traf auch auf Olympias zu. Vielleicht gab es im makedonischen Königsrecht eine Art legitimer Polygamie.
Als Philipp 337 v. Chr. die junge Kleopatra, die Nichte des makedonischen Adligen und Feldherrn Attalos, ehelichte, kam es zum Bruch mit Olympias. Anlässlich der Hochzeitsfeier brach ein heftiger Streit zwischen Alexander und seinem betrunkenen Vater aus, nachdem Attalos provokant die Rechtmäßigkeit der Thronfolge Alexanders bestritten hatte, da dieser der Sohn einer Epirotin – also Ausländerin – sei, während die Makedonin Kleopatra ihrem Gemahl einen echtbürtigen Sohn gebären könne. Olympias ging daraufhin mit ihrem Sohn nach Epirus ins Exil. Dort blieb sie auch, nachdem sich ihr Sohn bald zumindest äußerlich mit dem Vater versöhnte, und suchte ihren Bruder, König Alexandros I. von Epirus, zum Krieg gegen ihren Gatten anzustacheln.
Während der Vorbereitungen zu seinem Feldzug gegen Persien bestimmte Philipp die Ehe seiner Tochter Kleopatra mit ihrem Onkel, Olympias’ Bruder Alexandros I. von Epirus. Dadurch wollte er sich wohl der Loyalität des Epirotenkönigs versichern, um ungestört seinen Feldzug durchführen zu können. Bei den Hochzeitsfeierlichkeiten 336 v. Chr. in Aigai wurde Philipp von einem Makedonen namens Pausanias ermordet. Schon in der Antike lasteten manche Autoren Olympias die Anstiftung des Mordes an ihrem Ehemann an. Ihr Motiv wäre wohl in Übung von Rache und der Sicherung der Thronfolge ihres Sohnes zu suchen. Iustinus und Plutarch erwähnen diese Beschuldigung, nicht jedoch Alexanders berühmter Lehrer Aristoteles sowie der ausführliche Bericht Diodors über das Attentat. Olympias zeigte zumindest Freude über die Bluttat, da sie rasch nach Makedonien zurückkehrte und dem getöteten Mörder einen Grabhügel errichtete sowie öffentliche Totenopfer ausrichtete. Die Meinung der modernen Forschung über Olympias’ mögliche Mitwirkung am Mord ist gespalten. Es wurde auch gemutmaßt, dass Alexander selbst in das Attentat verwickelt gewesen sein könnte. Doch die meisten Historiker halten – wenn überhaupt – dann eher eine Beteiligung der Olympias als die ihres Sohnes am Königsmord für wahrscheinlich. Ob bzw. welche Mitwisser Pausanias hatte, lässt sich heutzutage nicht mehr sicher klären.
Nach Philipps Tod sicherte sich Alexander durch rücksichtslose Beseitigung aller Konkurrenten den Thron. Zugleich ließ er den von Philipp mit der Führung der Vorhut des Persienfeldzuges nach Kleinasien entsandten Attalos ermorden. Damit konnte er unbestritten die Nachfolge als König antreten. Olympias wiederum ließ in Abwesenheit Alexanders ihre Rivalin Kleopatra und deren kleine Tochter Europa ermorden.

### Jahre während des Königtums Alexanders des Großen
Als Alexander der Große 334 v. Chr. von Pella aus zu seinem Perserfeldzug aufbrach, soll er von seiner Mutter bis zum Hellespont begleitet worden sein. Trotz ihres Einsatzes wurde Olympias von ihrem Sohn nicht als Regentin Makedoniens eingesetzt. Während der Abwesenheit Alexanders in Asien sollte der alte Feldherr Antipater das Land mit weitgehenden Vollmachten als „Stratege von Europa“ verwalten. Antipater pflegte ein feindseliges Verhältnis zu Olympias. Deren Beschwerden über Antipater fielen bei Alexander auf keinen fruchtbaren Boden. Stattdessen riet er seiner Mutter, sich nicht zu sehr in die Politik einzumischen. Dennoch blieb das Verhältnis zwischen Mutter und Sohn trotz der großen geographischen Entfernung sehr gut. So übersandte Alexander ihr etwa nach der Schlacht am Granikos (334 v. Chr.) Purpurgewänder und andere erbeutete Gegenstände. Auch andere vom Makedonenkönig an Olympias geschickte Präsente sowie ihre gegenseitige Korrespondenz belegen ihr gutes Einvernehmen. Allerdings ist die Echtheit mancher überlieferter Briefe umstritten. Nach seiner Orakelbefragung im Ammontempel der Oase Siwa (Ägypten) schrieb Alexander angeblich seiner Mutter, dass er durch den Gott geheime Sprüche erfahren habe, die er nach seiner Rückkehr ausschließlich mit ihr besprechen werde.
Wegen immer größerer Spannungen mit Antipater ging Olympias um 331 v. Chr. erneut in das Exil nach Epirus, wo ihre Tochter Kleopatra regierte, während deren Gatte Alexandros von Epirus in Italien kämpfte. Beide Frauen konspirierten gegen Antipater und beschuldigten ihn bei Alexander dem Großen verschiedenster Vergehen. Kleopatras Gemahl wurde inzwischen bei seinen militärischen Unternehmungen in Unteritalien 331 v. Chr. ermordet. Sein Leichnam wurde seiner Witwe Kleopatra und seiner Schwester Olympias nach Epirus zugeschickt. Olympias verdrängte ihre Tochter aus der Herrschaft über Epirus, so dass Kleopatra um 325 v. Chr. nach Makedonien auswich. Vielleicht zeigten die zahlreichen Klagen der Olympias über Antipater doch noch Wirkung, denn sie könnten eine der Ursachen für die 324 v. Chr. von Alexander befohlene Abberufung Antipaters als Regent Makedoniens gewesen sein, der durch Krateros ersetzt werden sollte.

### Olympias’ Rolle während der Diadochenkriege
Nachdem Alexander unerwartet 323 v. Chr. in Babylon gestorben war, konnte Olympias in den nun folgenden Machtkämpfen der Diadochen zunächst keine Rolle spielen. Sie blieb auf Epirus beschränkt und hatte keinerlei Einfluss in Makedonien, da dort Antipater unumschränkt bis zu seinem Tod herrschte. Während des ersten Diadochenkrieges (321 v. Chr.) versuchte Olympias wohl ihre Position durch ein Bündnis mit dem Reichsregenten Perdikkas zu verbessern, denn wahrscheinlich bot Kleopatra ihre Hand dem Perdikkas auf Veranlassung ihrer Mutter Olympias an. Aber Perdikkas wurde 320 v. Chr. beim Versuch, Ägypten zu erobern, am Nil ermordet, und Antipater wurde der neue Regent des Alexanderreichs. So musste Olympias bis zum Tod des betagten, 80-jährigen Antipater im Jahr 319 v. Chr. warten, ehe sie wieder politisch mitmischen konnte.
Kassander, der Sohn Antipaters, wollte sich nicht mit dem Beschluss seines Vaters abfinden, der den angesehenen makedonischen Feldherrn Polyperchon zu seinem Nachfolger als Reichsverweser bestimmt und Kassander mit dem Amt des Chiliarchen nur das zweithöchste Amt im Reich eingeräumt hatte. Dies löste den zweiten Diadochenkrieg aus. Um seine ehrgeizigen Pläne durchzusetzen, verbündete sich Kassander mit dem kleinasiatischen Herrscher Antigonos und dem ägyptischen Satrapen Ptolemaios I. Polyperchon seinerseits gewann den erfolgreichen griechischen Feldherrn Eumenes von Kardia sowie Olympias zu Verbündeten und versprach den griechischen Staaten für ihre Unterstützung eine beschränkte „Freiheit“ und Wiedereinsetzung demokratischer Regime. Entgegen der früheren Warnung Antipaters trat Polyperchon für eine Rückkehr der Olympias als königliches Oberhaupt nach Makedonien ein, die dort die Erziehung ihres erst vierjährigen Enkels Alexander IV. Aigos – des postumen Sohns Alexanders des Großen von Roxane – übernehmen sollte, wohl aber nicht die juristische Vormundschaft, die Polyperchon weiterhin selbst ausüben wollte. Der Reichsverweser hoffte, dass Olympias seine Interessen in Makedonien durch ihre angesehene Stellung als Mutter Alexanders des Großen sehr fördern könnte.
Eumenes versicherte Olympias eidlich seiner Treue, ebenso ihrem Enkel und dem zweiten König Philipp III. Arrhidaios, einem Halbbruder Alexanders des Großen. Auch Olympias scheint ihren Stiefsohn Philipp III. anfänglich noch unterstützt zu haben. Sie beherzigte Eumenes’ Rat, zunächst noch in Epirus zu bleiben und abzuwarten. Der griechische Feldherr hatte sie auch gleichzeitig davor gewarnt, bei einer Rückkehr nach Makedonien unbesonnene Racheakte zu begehen und sich so verhasst zu machen. Wegen seines Kampfes gegen Antigonos in Asien konnte Eumenes nicht, wie von Olympias gewünscht, den Schutz ihres Enkels übernehmen.
Polyperchon suchte sich am griechischen Kriegsschauplatz durchzusetzen. Sehr wichtig war der Besitz des athenischen Hafens Piräus. Im Auftrag des Kassander hatte  Nikanor bereits kurz nach Antipatros’ Tod die athenische Festung Munychia und dann auch den Piräus besetzt. Wohl ohne Absprache mit Polyperchon forderte Olympias den Nikanor brieflich auf, Festung und Hafen wieder der Kontrolle der Athener zu unterstellen, wie es dem Freiheitsdekret des Reichsverwesers entsprach. Die Athener huldigten daher Olympias als Regentin. Scheinbar fügte sich Nikanor dem Befehl, verschob dessen Ausführung aber unter allerlei Ausflüchten. Ein Versuch von Polyperchons Sohn Alexander, Nikanor abzulösen, scheiterte, so dass Kassander, als er mit einer Armee in Athen anlegte, den Piräus in Besitz nehmen konnte (wohl im Sommer 318 v. Chr.). Nicht nur hier, sondern auch bei anderen Gelegenheit war Polyperchon wenig erfolgreich. Daher traten nun viele griechische Städte, so auch Athen, zu Kassander über.
Eurydike, die junge und ehrgeizige Gattin des in der Literatur oft als geisteskrank bezeichneten Königs Philipp III. Arrhidaios, suchte sich 317 v. Chr. an Stelle ihres Gatten königliche Autorität zu verschaffen. Sie wollte sich in Makedonien auch gegen die Mutter Alexanders des Großen behaupten, setzte Polyperchon als Reichsverweser ab und übertrug dieses Amt seinem Konkurrenten Kassander. Im Gegenzug führte der in die Defensive geratene Polyperchon mit Hilfe des Königs Aiakides von Epirus, eines Cousins der Olympias, weitere Rekrutierungen durch. Vermutlich jetzt trat er das Sorgerecht für den jungen Alexander IV. an dessen Großmutter ab, vielleicht auch die Reichsverweserschaft. Mit den neu ausgehobenen Truppen und Olympias zog Polyperchon nach Makedonien. Bei Euïa (unbekannter Lage) standen sich die Heere der beiden rivalisierenden Königinnen schließlich gegenüber. Polyperchon diente als Heerführer der Olympias und Kassanders Bruder Nikanor als Feldherr der Eurydike. Aufgrund ihres Ansehens erreichte Olympias, dass die gegnerischen Truppen kampflos zu ihr überliefen. Auf ihren Befehl wurden ihre gefangengenommene Gegenspielerin Eurydike und deren Gatte eingekerkert. Philipp III. wurde nach einiger Zeit von Thrakern erstochen und Eurydike zum Selbstmord gezwungen, den diese nicht – wie von Olympias vorgeschlagen – mit einem Schwert, einem Strick oder Gift, sondern durch Erhängen mit dem eigenen Gürtel durchführte.
Olympias führte auch eine blutige Säuberungswelle gegen die Familienangehörigen und Anhänger Kassanders durch, denen sie unterstellte, den frühen Tod Alexanders des Großen mittels Verabreichung eines Gifttranks herbeigeführt zu haben. Unter den Opfern der Hinrichtungen befanden sich Kassanders Bruder Nikanor und 100 adelige Makedonen. Weiterhin ließ Olympias das Grab von Iolaos, des vermeintlichen Mörders ihres Sohnes, schänden.

### Tod

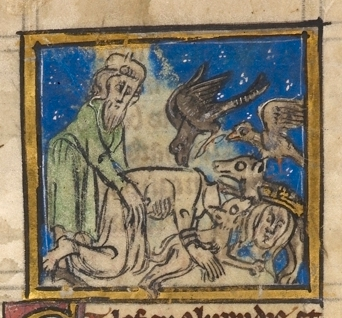
Der Tod der Olympias in einer Miniatur des mittelalterlichen Alexanderromans (um 1300)

Aufgrund dieses grausamen Vorgehens wandten sich viele Makedonen von Olympias ab, und Kassander, der inzwischen am Peloponnes die arkadische Stadt Tegea belagert hatte, kehrte rasch nach Makedonien zurück, obwohl Polyperchon ihn daran durch den Aufbau von Abwehrstellungen zu hindern versucht hatte. Olympias kommandierte Aristonous, einen ehemaligen „Leibwächter“ (Somatophylax) Alexanders des Großen, zur Bekämpfung des Kassandros ab und begab sich nach Pydna. Dort weilten bei ihr auch ihre Schwiegertochter Roxane, ihr Enkel Alexander IV., ihre Stieftochter Thessalonike, Deidameia, die Tochter des Aiakides, sowie weitere adelige Frauen ihres Anhangs. Kassander gelang es jedoch, Olympias in Pydna einzuschließen. Aiakides wollte sie mit einem Entsatzheer befreien, doch ein Teil seines molossischen Aufgebots meuterte. Die Epiroten verbannten ihren König und verbündeten sich mit Kassander, zu dem deshalb nun auch viele bisher auf der anderen Seite stehende Makedonen übertraten. Polyperchon jedoch war für einen Entsatzversuch zu schwach, nachdem viele seiner Soldaten von einem Offizier Kassanders durch Geldgeschenke abgeworben worden waren. So war Olympias isoliert, und die Verteidigung Pydnas gestaltete sich bald sehr schwierig, da viele Personen wehruntauglich waren und die Stadt wegen Kassanders Land- und Seeblockade kaum mehr versorgt werden konnte.
Während des Winters 317/316 v. Chr. zeigte die Belagerung Pydnas verheerende Wirkungen. Getreide musste rationiert werden, Pferde und Lasttiere wurden geschlachtet und die Elefanten verhungerten. Ebenso kamen mit der Zeit immer mehr Personen wegen Nahrungsmittelmangels ums Leben, so dass schließlich ein Teil der Soldaten die Genehmigung von Olympias erzwang, aus der Stadt abziehen zu dürfen; anschließend wechselten sie auf die Seite Kassanders. Nach einem gescheiterten Fluchtversuch mit einem Schiff und ohne Aussicht auf Rettung war Olympias bereit zu kapitulieren. Kassander hatte ihr für diesen Fall die Schonung ihres Lebens versprochen.
Kaum hatte sich Olympias ergeben, wurde sie auf Betreiben Kassanders vor der makedonischen Heeresversammlung von Verwandten ihrer Opfer für ihre Verbrechen angeklagt. Sie durfte sich aber vor dem Gremium nicht verteidigen und wurde zum Tod verurteilt. Kassander wollte indessen nicht als Hauptverantwortlicher an ihrem Tod erscheinen und suchte sie heimlich zur Flucht mit einem Schiff nach Athen zu überreden. Dies sollte wie ein Schuldeingeständnis der Königin wirken und sie selbst sollte auf See umkommen. Olympias lehnte den Vorschlag ab und wünschte, sich vor dem makedonischen Volk persönlich verteidigen zu dürfen. Kassander fürchtete, dass es aufgrund ihres großen Ansehens, der Erinnerung an die großen Taten ihres Gatten und Sohnes und aufgrund des Wankelmuts der Makedonen zu einem Meinungsumschwung kommen könnte. Daher beauftragte Kassander 200 Männer mit der Tötung der Königin. Der Trupp drang in ihre Residenz ein, zog sich aber beim Anblick der nur von zwei Dienerinnen begleiteten Olympias unverrichteter Dinge wieder zurück. Schließlich wurde die alte Königin von Angehörigen der von ihr Hingerichteten aus Rache und Gefälligkeit gegenüber Kassander ermordet. Sie soll in stolzer und furchtloser Haltung gestorben sein. Angeblich ließ Kassander nicht zu, dass seine getötete Feindin ordnungsgemäß bestattet wurde.

## Darstellungen

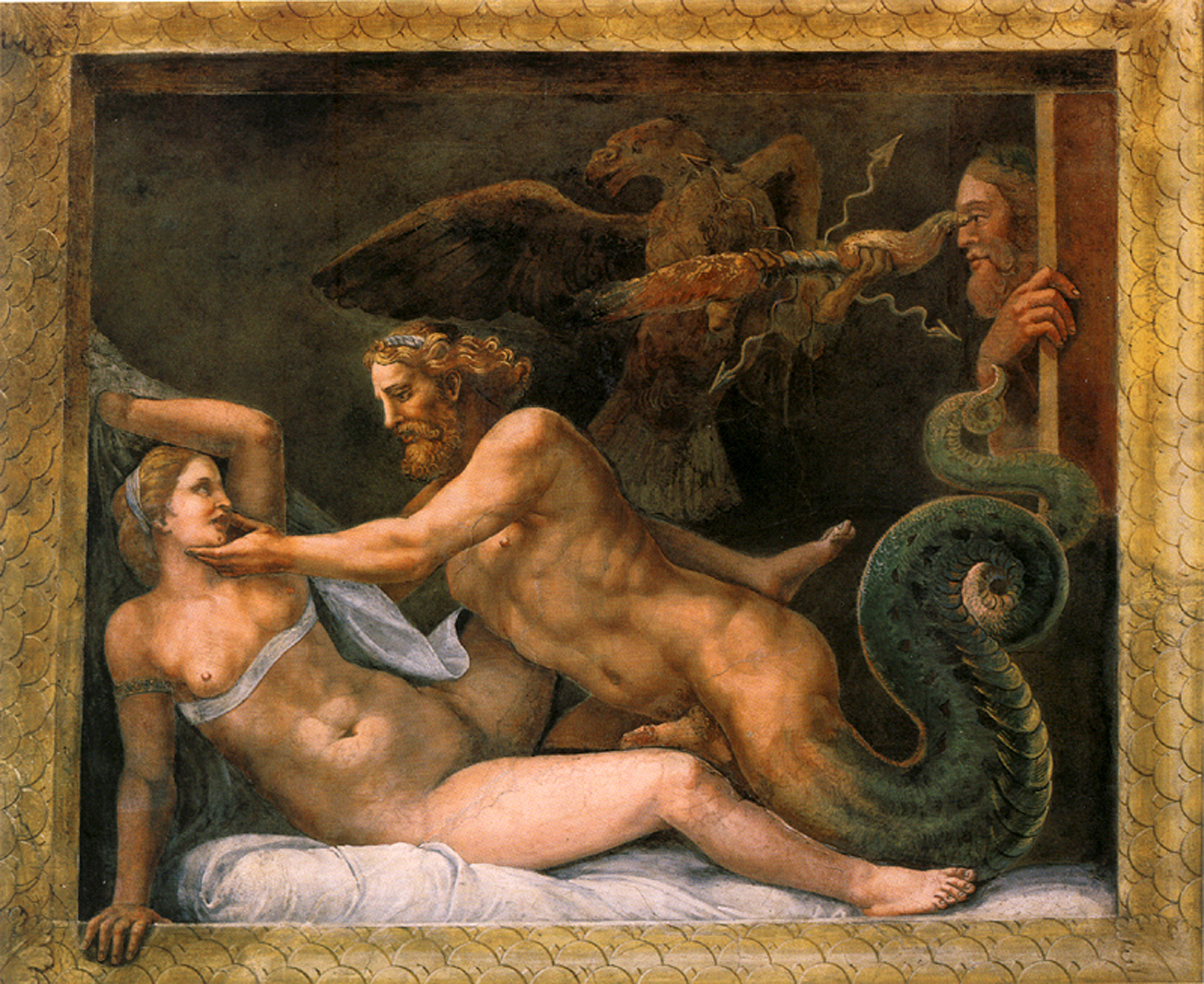
Zeus/Jupiter verführt Olympias. Zwischen 1526 und 1534 geschaffenes Fresko von Giulio Romano im Palazzo del Te, Mantua

Im unterägyptischen Abukir wurden 1902 unter zahlreichen antiken Münzen auch zwei Medaillons entdeckt, die Olympias im Profil zeigen. Beide Arbeiten sind römischen Ursprungs, angefertigt im frühen bis mittleren 3. Jahrhundert nach Christus in der Zeit der Severer. Diese Kaiserdynastie leitete ihre Abstammung vom makedonischen Herrscherhaus der Argeaden ab, was sie durch die Anfertigung solcher Kontorniaten demonstrierten. Eines der Medaillons befindet sich im Archäologischen Museum von Thessaloniki, das andere im Münzkabinett Berlin. Zu unterscheiden ist letzteres durch ein Zepter in Olympias’ Hand (s. u.). Ähnliche Darstellungen wurden unter anderem in einem Grab in der Nähe der platonischen Akademie in Athen und im Schatz von Mildenhall entdeckt.
Im Nationalmuseum Beirut ist ein Mosaik zu sehen, auf dem in drei Szenen die Zeugung und die Geburt Alexanders beschrieben wird. Das Werk stammt aus der Villa Soueidié im libanesischen Baalbek (Heliopolis) und wurde wahrscheinlich Ende des 4. Jahrhunderts n. Chr. angefertigt. Die Darstellung orientiert sich dabei offensichtlich an der bereits in der Spätantike verbreiteten Legende von einer göttlichen Abkunft Alexanders, möglicherweise beeinflusst durch die Erzählung des Pseudo-Kallisthenes in dessen Alexanderroman. Denn die erste Szene zeigt eine sitzende Olympias, um deren rechten Arm sich eine Schlange windet, bei der es sich entweder um den Gott Amun in Tiergestalt oder, folgt man dem Alexanderroman, um den zauberkundigen Pharao Nektanebos II. handelt. Die zweite Szene zeigt Olympias, die auf einer Kline liegend von einer Frau bei der Geburt unterstützt wird. In der dritten Szene ist der neugeborene Alexander zu sehen, der im Bad von einer Nymphe gewaschen wird.

## Rezeption
In dem Spielfilm Alexander der Große (1956) (Regie: Robert Rossen) wurde die Rolle der Olympias von Danielle Darrieux dargestellt, in dem Spielfilm Alexander (2004) (Regie: Oliver Stone) von Angelina Jolie.